# 梦游计
《梦游计》是大陆男歌手许嵩在2012年发布的第四张個人音乐专辑，整张专辑由许嵩自己作词、作曲和制作，但並不包括编曲。《胡萝卜须》是这张专辑的第一首主打歌。

## 简介
许嵩的第四张专辑延续前作，包揽十首词曲的创作。后期环节中有许环良、林哲民、蔡庭贵、杨阳、陈伟伦等一线配乐人与混音大师的参与。视觉方面，平面写真融入超现实主义元素，以虚实相生的表现手法呈现“梦游”情境。专辑的MV则赴台湾拍摄，有比尔贾、黄中平、方亮等众多视觉创意高手加盟。

## 曲目
全碟詞曲：許嵩  全碟制作人：許嵩

| 曲目 | 标题            | 编曲       | 时长 |
| ---- | --------------- | ---------- | ---- |
| 1    | 胡萝卜须        | 陈伟伦     | 3:51 |
| 2    | 幻听            | 杨阳、黄钰 | 4:33 |
| 3    | 对话老师        | 夏侯哲     | 4:10 |
| 4    | 伴虎            | 蔡庭贵     | 4:31 |
| 5    | 闺蜜            | 蔡庭贵     | 4:09 |
| 6    | 装糊涂          | 蔡庭贵     | 4:12 |
| 7    | Play with style | 陈伟伦     | 2:55 |
| 8    | 心疼你的过去    | 蔡庭贵     | 4:36 |
| 9    | 全球变冷        | 欧阳箐宇   | 4:12 |
| 10   | 亲情式的爱情    | 杨阳       | 4:44 |

## 音樂錄影帶
1. 〈胡萝卜须 （页面存档备份，存于）〉MV，導演：比爾賈。
2. 〈幻听 （页面存档备份，存于）〉MV，導演：黃中平。
3. 〈伴虎 （页面存档备份，存于）〉MV，導演：陈映之。
4. 〈装糊涂 （页面存档备份，存于）〉MV。
5. 〈Play with style （页面存档备份，存于）〉MV。